# Salix aurita
Salix aurita es una especie caducifolia perteneciente a la familia de las salicáceas. Se encuentra distribuida por buena parte de Europa y se cultiva ocasionalmente.

## Descripción
Es un arbusto que alcanza un tamaño de hasta 2,5 m de altura, se distingue de las especies similares, por ser un poco más grande que Salix cinerea y por sus pecíolos y ramas jóvenes de color rojizo. Se le ha dado el nombre a causa de la persistencia de las estípulas en forma de riñón a lo largo de los brotes.

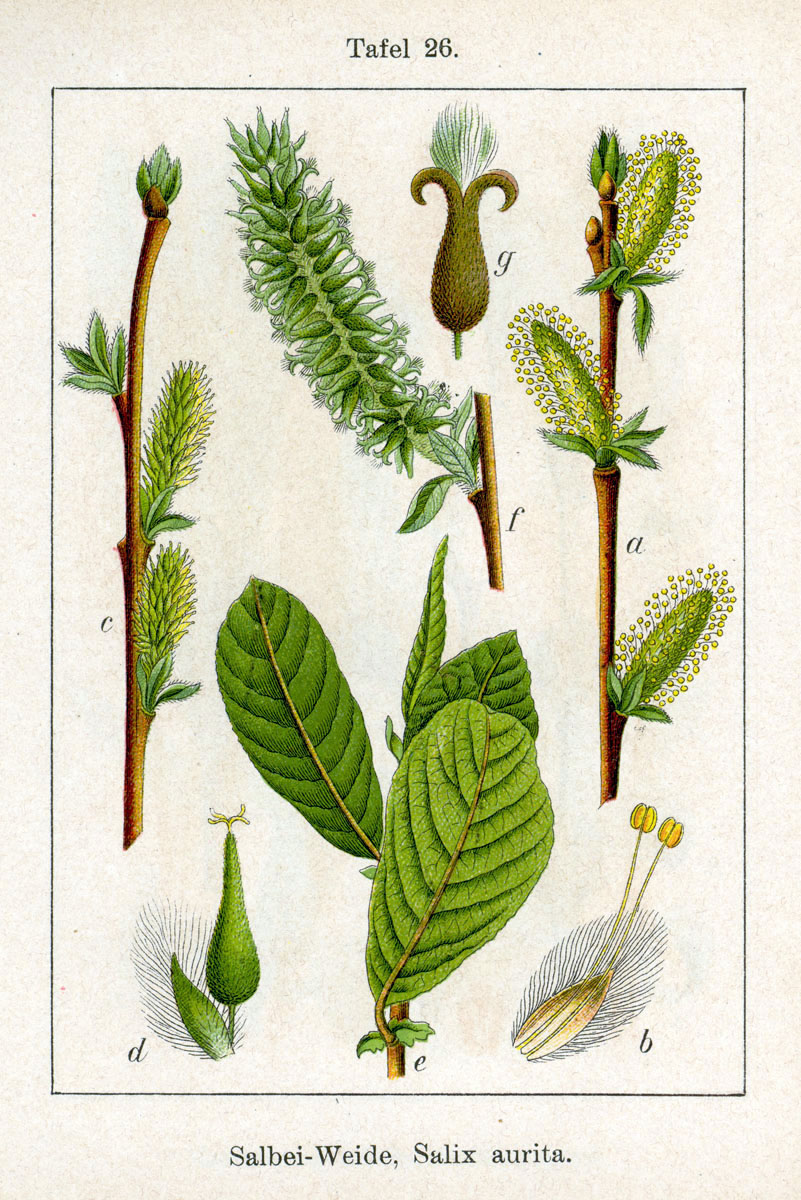

## Taxonomía
Salix aurita fue descrita por Carlos Linneo y publicado en Species Plantarum 2: 1019, en el año 1753.
Etimología
Salix: nombre genérico latino para el sauce, sus ramas y madera.
aurita: epíteto latino que significa "como una oreja".

## Nombre común
- Castellano: sarga, sargato, sauce, sauce de orejillas.[5]